# Ernst Freudenthal
Ernst Freudenthal (* 25. März 1907 in Wahlershausen, Kassel; † 1992 in Tel Aviv) war ein deutsch-jüdischer Kaufmann und Emigrant, der 1972 in Tel Aviv den „Verein ehemaliger Kasselaner in Israel“ gegründet hatte, der zeitweise über 300 Mitglieder hatte. Freudenthal hat außerdem die Städtepartnerschaft zwischen Kassel und Ramat Gan angeregt, die seit 1990 existiert. In Kassel ist im Stadtteil Wolfsanger seit 1999 eine Sporthalle nach Freudenthal benannt.

## Leben

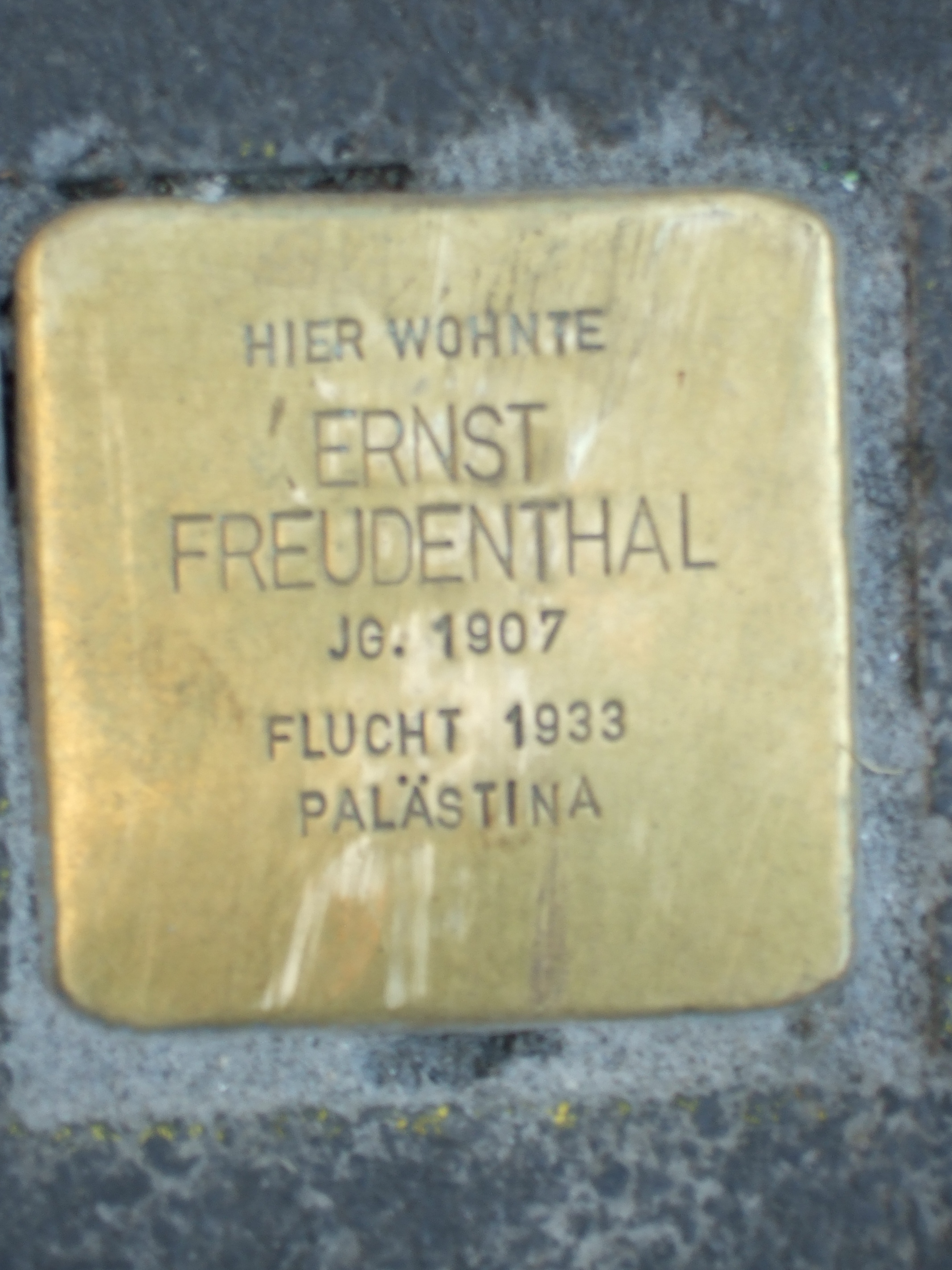
Stolperstein für Freudenthal in Kassel

Nach seiner Geburt zog seine Familien nach Wehlheiden, einen Ortsteil von Kassel. Als 10-Jähriger wurde er Mitglied des dortigen Turnvereins. Nach seiner Volksschulzeit wurde er Schüler am Realgymnasium 1. Er trat dem jüdischen Sportverein „Bar Kochba“ bei, spielte Handball und wurde dafür Schiedsrichter, außerdem war er Mitglied des Sportvereins BSK 26.
Im Jahr 1929 heiratete er Frieda Backhaus (* 1. März 1909), die eine gläubige Christin war und aus Kassel stammte. Danach wurde ihr Sohn Wolf (hebräisch Ze'ev) geboren. Aufgrund von antisemitischen Ausschreitungen ging die junge Familie nach London, wo Ernst Freudenthal eine Ausbildung zum Automechaniker und zum Fahrlehrer absolviert. 1933 ging die Familie nach Palästina, in das damalige britische Mandatsgebiet. Ernst Freudenthal erhielt eine Anstellung in der „Fahrschule Orient“ in Tel Aviv. 1943 eröffnete er eine Firma für den Vertrieb von Geräten zur Lebensmittelverarbeitung in Tel Aviv, die bis heute existiert. Als ihr Sohn Ze'ev 1956 für längere Zeit im Suez-Krieg als Soldat verschollen ist, adoptiert das Ehepaar die 11-jährige Lea. Wenig später kehrte Ze'ev heim, seitdem hatte das Ehepaar zwei Kinder.
Freudenthal gründete 1972 den Verein ehemaliger Kasselaner in Israel, der Mitte der 1970er-Jahre etwa 180 Mitglieder hatte. Weiterhin hat er sich lange Zeit für die Städtepartnerschaft zwischen Kassel und Ramat Gan eingesetzt, die seit 1990 besteht. Auf seine Anregung hin gab es auch Begegnungen zwischen Kasseler Sportvereinen und israelischen Vereinen.
In Israel war Freudenthal weiterhin „viele Jahre“ Vorsitzender der CENTRA, der „Vereinigung der Vereine der europäischen Landsmannschaften“.

## Auszeichnungen
- Kasseler Stadtmedaille
- Paul-Dierichs-Preis
- Wappenring der Stadt Kassel[2]
- Bundesverdienstkreuz erster Klasse 1982
- Ehrenbrief des Landes Hessen

## Weblink
- Frank-Matthias Mann: Seite über Freudenthal mit Biographie anlässlich der Verlegung eines Stolpersteins für Freudenthal in Kassel